# Zofia Bilut-Homplewicz
Zofia Bilut-Homplewicz (ur. 8 lipca 1955) – polska filolog germańska, językoznawczyni, profesor nauk humanistycznych, profesor zwyczajny Katedry Lingwistyki Stosowanej Wydziału Filologicznego Uniwersytetu Rzeszowskiego.

## Życiorys
Urodziła się 8 lipca 1955. W 1978 ukończyła studia w zakresie filologii na Uniwersytecie Jagiellońskim, natomiast 19 czerwca 1986 uzyskała doktorat za pracę pt. Zur Textkomposition in der deutschsprachigen Kurzprosa bei Brecht, Kafka, Kunert und Polgar, a 2 grudnia 1999 uzyskała stopień doktora habilitowanego nauk humanistycznych na podstawie rozprawy zatytułowanej Zur Dialogtypologie in der Erzählung aus textlinguistischer Sicht.
22 stycznia 2016 została zatrudniona na stanowisku profesora nadzwyczajnego w Instytucie Filologii Germańskiej na Wydziale Filologicznym Uniwersytetu Rzeszowskiego, a potem otrzymała nominację na profesora zwyczajnego Katedry Lingwistyki Stosowanej w tej uczelni.
Recenzowała 10 prac habilitacyjnych i 15 prac doktorskich oraz wypromowała dwóch doktorów.
Była żoną prof. Janusza Homplewicza.

## Wybrane publikacje
- 2004: Recenzja: Beata Mikołajczyk: Sprachliche Mechanismen der Persuasion in der politischen Kommunikation. Dargestellt an polnischen und deutschen Texten zum EU-Beitritt Polens. Frankfurt am Main: Peter Lang Verlag 2004[2]
- 2004: Bemerkungen zum Stand der Textlinguistik in Deutschland und in Polen – Kommentar zu zwei Grundlagenwerken[2]
- 2004: Problemy pragmatyki tekstu użytkowego i literackiego w aspekcie tłumaczeniowym[2]